# Parasteatoda mundula papuana
Parasteatoda mundula papuana is een spinnenondersoort in de taxonomische indeling van de kogelspinnen (Theridiidae).
Het dier behoort tot het geslacht Parasteatoda. De wetenschappelijke naam van de soort werd voor het eerst geldig gepubliceerd in 1963 door Pater Chrysanthus.